# Tricase
Tricase ist eine italienische Gemeinde.

## Geografie
Tricase hat 16.990 Einwohner (Stand 31. Dezember 2023). Es liegt in Apulien, in der Provinz Lecce, etwa 53 km von der Provinzhauptstadt Lecce entfernt.

## Verkehr
Der Bahnhof liegt an der Bahnstrecke Zollino–Gagliano Leuca.

## Sehenswürdigkeiten
- „La Quercia Vallonea“ gehört zu den ältesten Bäumen in Italien. Diese Wallonen-Eiche (Quercus macrolepis) stammt aus dem 12. Jahrhundert.
- Convento dei frati Domenicani (Dominikanerkloster)

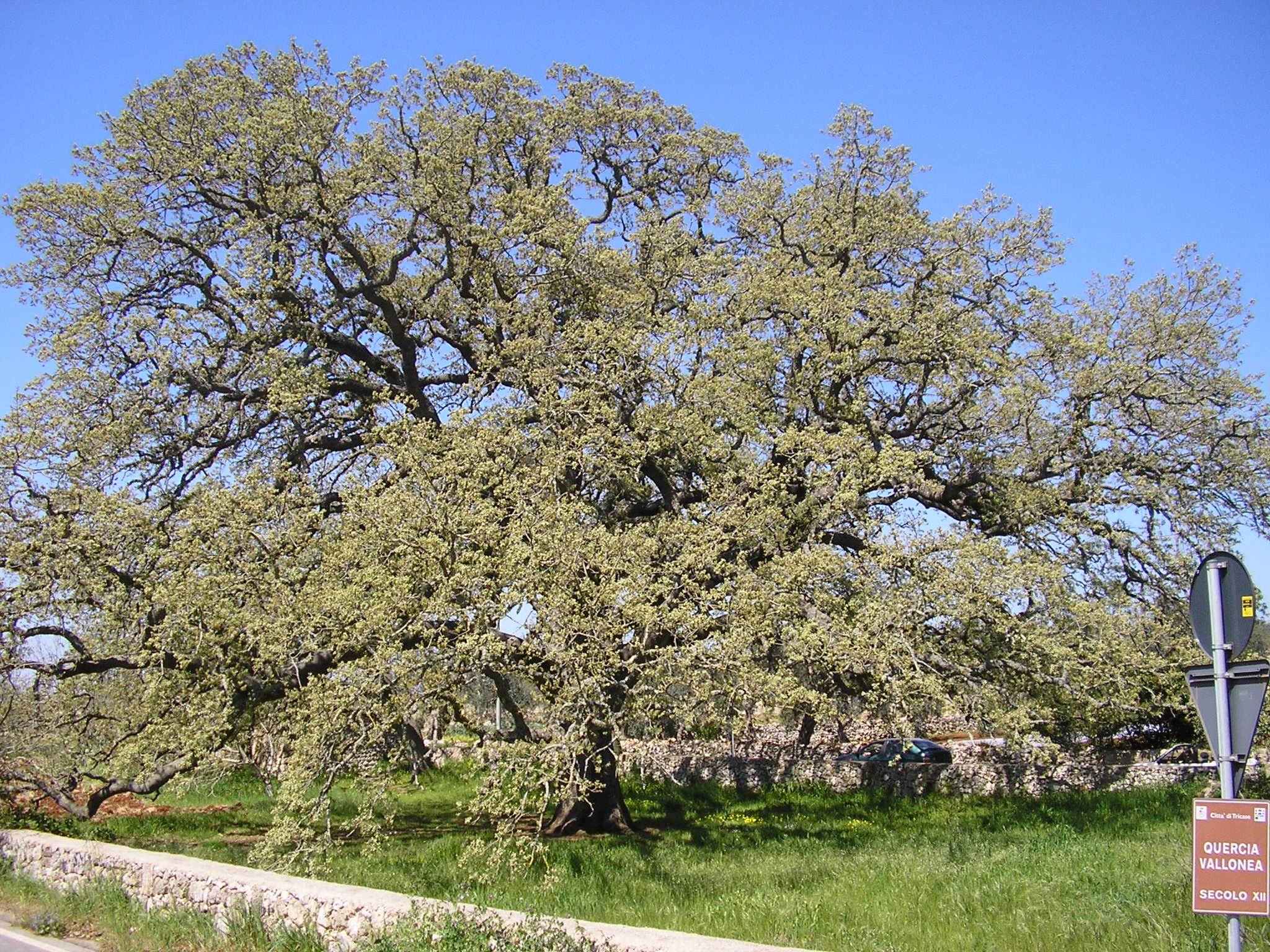
„La Quercia Vallonea“

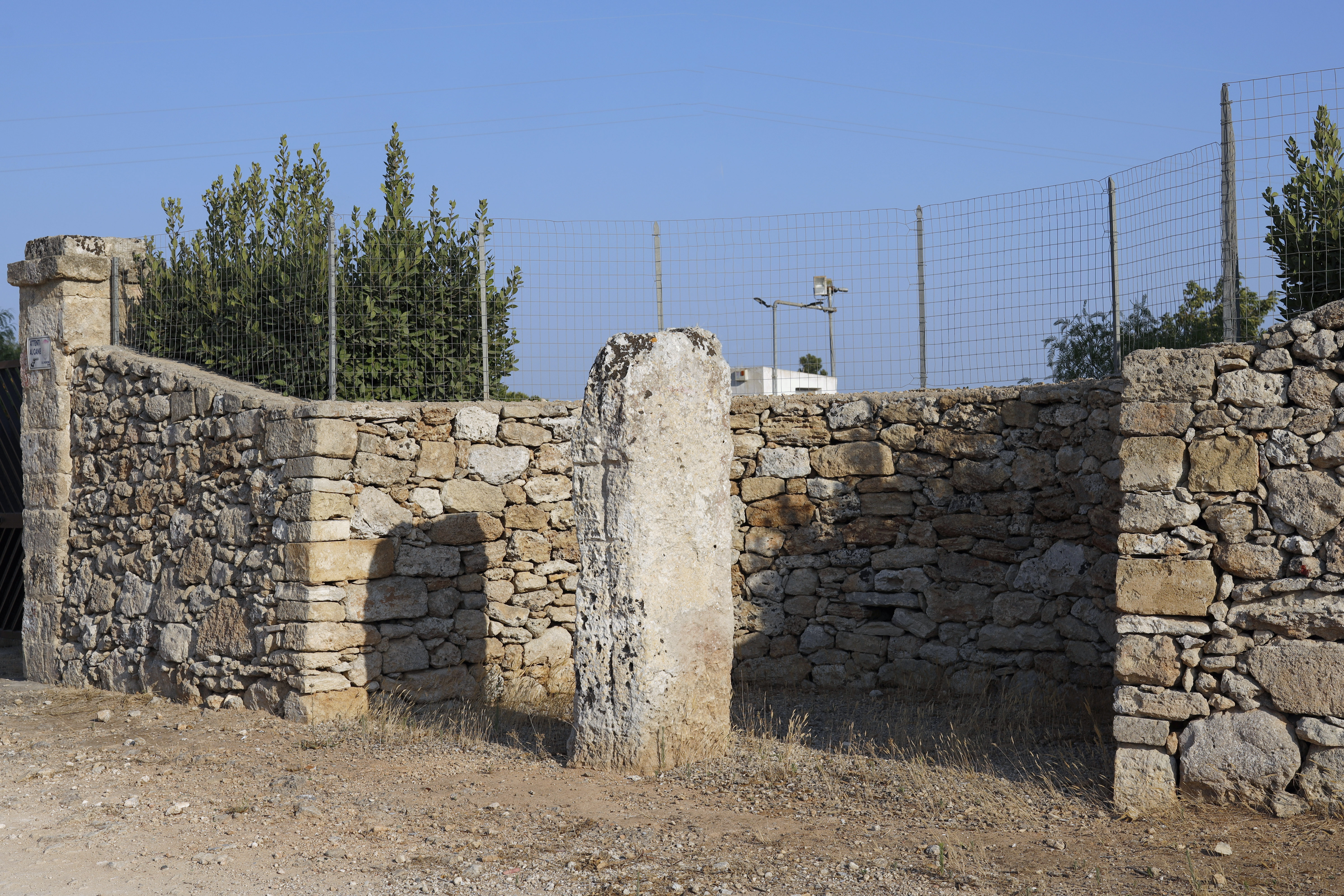
Menhir Croce di Principano

## Persönlichkeiten
- Giuseppe Pisanelli (1812–1879), Politiker
- Andrea Cassato (1833–1913), Geistlicher und römisch-katholischer Weihbischof
- Giovanni Kardinal Panico (1895–1962), katholischer Geistlicher und Diplomat des Heiligen Stuhls
- Carmelo Cassati (1924–2017), katholischer Ordensgeistlicher, Erzbischof von Trani-Barletta-Bisceglie
- Fernando Panico (* 1946), katholischer Ordensgeistlicher und emeritierter Bischof von Crato in Brasilien
- Vito Raeli (1880–1970), Musikwissenschaftler